# الغبرة (وادي العين)

تعديل مصدري - تعديل

الغبرة هي إحدى قرى عزلة وادي العين بمديرية حورة التابعة لمحافظة حضرموت، بلغ تعداد سكانها 114 نسمة حسب تعداد اليمن لعام 2004.